# Montdidier (Moselle)
Montdidier (deutsch Didersberg) ist eine französische Gemeinde mit 87 Einwohnern (Stand 1. Januar 2022) im Département Moselle in der Region Grand Est (bis 2015 Lothringen). Sie gehört zum Arrondissement Sarrebourg-Château-Salins.

## Geographie
Montdidier liegt in Lothringen, 56 Kilometer südöstlich von Metz, 30 Kilometer nordöstlich von Château-Salins und drei Kilometer westlich von Albestroff (Albesdorf) auf einem langgezogenen Höhenrücken, der die Umgebung um etwa 40 Höhenmeter überragt. Das Gemeindegebiet umfasst 1,93 km².

## Geschichte
Die Ortschaft gehörte früher zum Herzogtum Lothringen. Im Wald Didersberg (1018: Tuderstroff) wurde das Dorf 1628 gegründet. In dem Jahr gab Ludwig von Lothringen dazu an Claude Thiébaut auf den Salinen zu Marsal hier 543½ Arpents Land für Grundstücke von zwanzig Häusern. Das Didersberg genannte Dorf wurde jedoch im Krieg zerstört, konnte aber ab 1713 mit Hilfe des neuen Besitzers Graf von Helmstatt wieder aufgebaut werden.
Durch den Frankfurter Frieden vom 10. Mai 1871 kam die Region an das deutsche Reichsland Elsaß-Lothringen, und das Dorf wurde dem Kreis Château-Salins im Bezirk Lothringen zugeordnet. Die Dorfbewohner betrieben Getreide-, Wein- und Obstbau.
Nach Constant This war die Bevölkerung von Montdidier um 1887 zweisprachig, jedoch überwiegend frankophon.
Nach dem Ersten Weltkrieg musste die Region aufgrund der Bestimmungen des Versailler Vertrags 1919 an Frankreich abgetreten werden. Im Zweiten Weltkrieg war die Region von der deutschen Wehrmacht besetzt.

### Bevölkerungsentwicklung
| Jahr      | 1962 | 1968 | 1975 | 1982 | 1990 | 1999 | 2007 | 2019 |
| Einwohner | 52   | 56   | 60   | 73   | 79   | 71   | 65   | 87   |

## Wappen
Im Gemeindewappen ist der Dreiberg ein redendes Symbol. Die Rosen erinnern an den Prinzen des Fürstentums Lixheim, der Montdidier 1628 gründete.

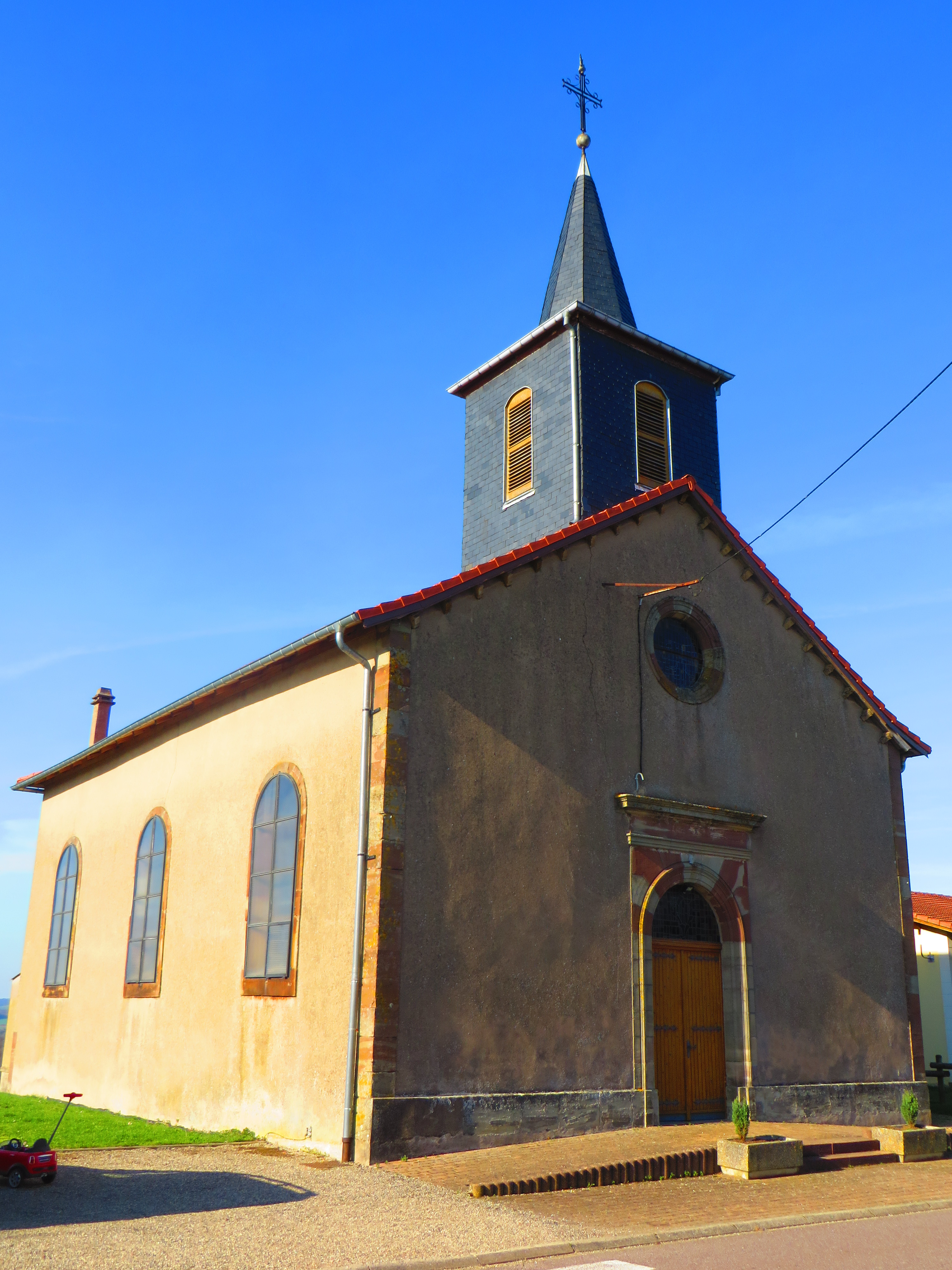
Kirche St. Hubertus
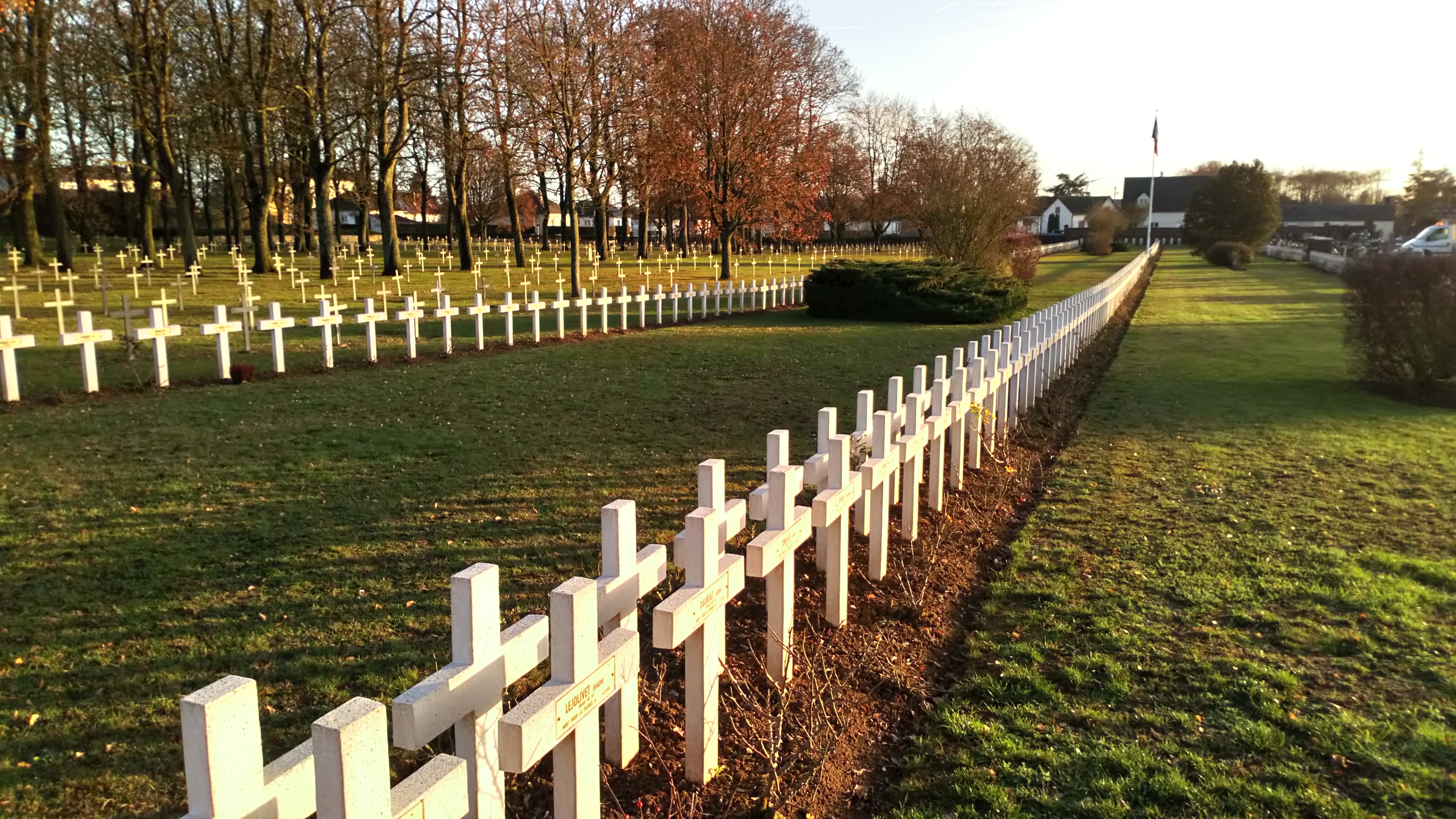
Soldatenfriedhof